# Rifugio Stivo
Das Rifugio Stivo – „Prospero Marchetti“ oder nur Rifugio Stivo bzw.  Rifugio Marchetti (deutsch Stivohütte) ist eine Schutzhütte der Società degli Alpinisti Tridentini (SAT) auf dem Monte Stivo in den Gardaseebergen. Die Hütte wird von Anfang Juni bis Ende September sowie von Ende Dezember bis Anfang Januar durchgehend bewirtschaftet und ist darüber hinaus bei guten Wetterverhältnissen auch an den übrigen Wochenenden im Jahr geöffnet. Sie verfügt über 23 Schlafplätze und einen Winterraum mit 4 Schlafplätzen.

## Lage und Umgebung
Das Rifugio Stivo liegt etwa 40 Höhenmeter unterhalb des Gipfels des Monte Stivo im Gemeindegebiet von Arco in der Provinz Trient auf 2012 m s.l.m. Es ist in der teilweise steil abfallenden Westflanke des Berges umgeben von Wiesenflächen und Latschenfeldern in aussichtsreicher Lage errichtet worden. Der Blick von der Hütte reicht auf einen Großteil der Bergwelt der südwestlichen Landeshälfte des Trentino, vom Monte Baldo und dem Gardasee bis zu den Adamello-Presanella-Alpen.

## Geschichte

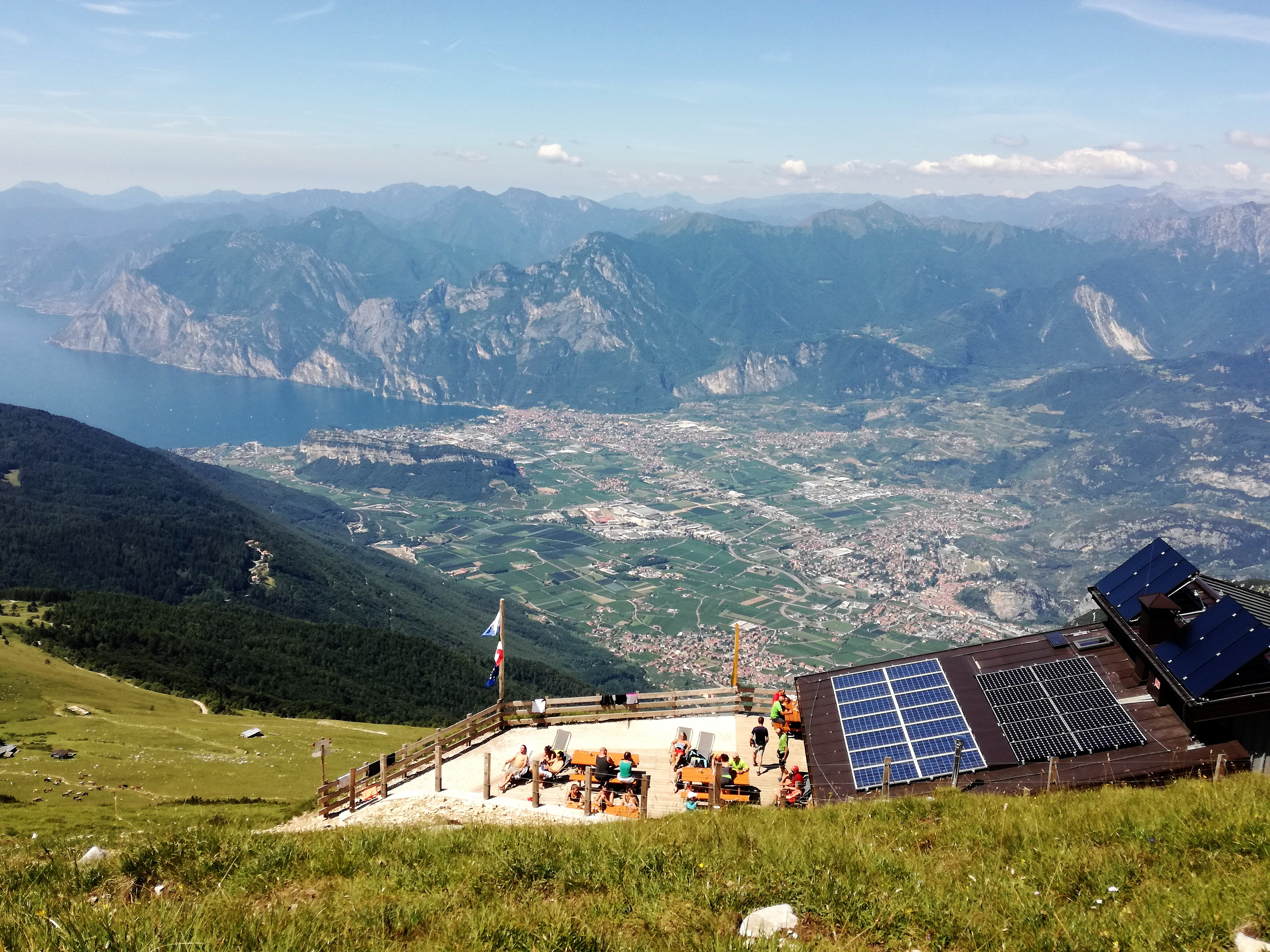
Rifugio Stivo mit Blick auf das Nordufer des Gardasees

Bereits 1904 war beim SAT der Plan gefasst worden, eine Schutzhütte auf dem Monte Stivo zu errichten. Ein Jahr später sicherte man sich in aller Eile die Baurechte zu, da man zu Hören bekommen hatte, dass die Sektion Arco des DÖAV ebenfalls einen Hüttenbau auf dem Stivo plante und man kein zweites Mal einen Fall Tuckett erleben wollte.
Im Oktober 1906 konnte die Sektion Arco des SAT das Rifugio einweihen. Benannt wurde es zu Ehren von Prospero Marchetti. Der aus Arco stammende Marchetti hatte 1872 zusammen mit Nepomuceno Bolognini in Madonna di Campiglio den Trentiner Alpenverein gegründet und war dessen erster Präsident. Im Ersten Weltkrieg diente die Hütte der österreichisch-ungarischen Armee als Unterkunft. In ihrer Nähe sind noch Kriegsbauten aus dieser Zeit erhalten geblieben. Den Krieg überstand das Rifugio relativ unbeschadet, so dass es bereits 1921 wieder eröffnet werden konnte. Von 1924 bis 1954 war es im Besitz der SAT-Sektion Rovereto, bevor es erneut von der Sektion Arco übernommen wurde. Letztere führte umfangreiche Restaurierungsarbeiten durch, die nach dem Zweiten Weltkrieg notwendig geworden waren.
In der Folgezeit wurde das Rifugio Stivo mehrmals modernisiert, so Ende der 1980er Jahre, 2011 und zuletzt zwischen 2016 und 2017. Es ist heute im Besitz der SAT-Zentrale in Trient.

## Zugänge
- Vom Passo Bordala, 1253 m ⊙ auf Weg 623, 617 (2 Stunden 15 Minuten)
- Vom Passo Santa Barbara, 1169 m ⊙ auf Weg 608 (2 Stunden)
- Von der Malga Campo, 1383 m ⊙ auf Weg 623, 617 (2 Stunden 30 Minuten)

## Nachbarhütten und Übergänge
- Zum Rifugio Viote, 1540 m ⊙ auf Weg 617, 607 in 6 Stunden

## Gipfelbesteigungen
- Monte Stivo, 2054 m ⊙ – 5 Minuten